# Jedlovnik
Jedlovnik este o localitate din comuna Kungota, Slovenia, cu o populație de 95 de locuitori.